# Listă de cărți apărute în 2013
Această listă prezintă cărți apărute în 2014. Lista nu este exhaustivă.

## Beletristică

### Cărți de beletristică ale unor autori din străinătate, traduse în limba română

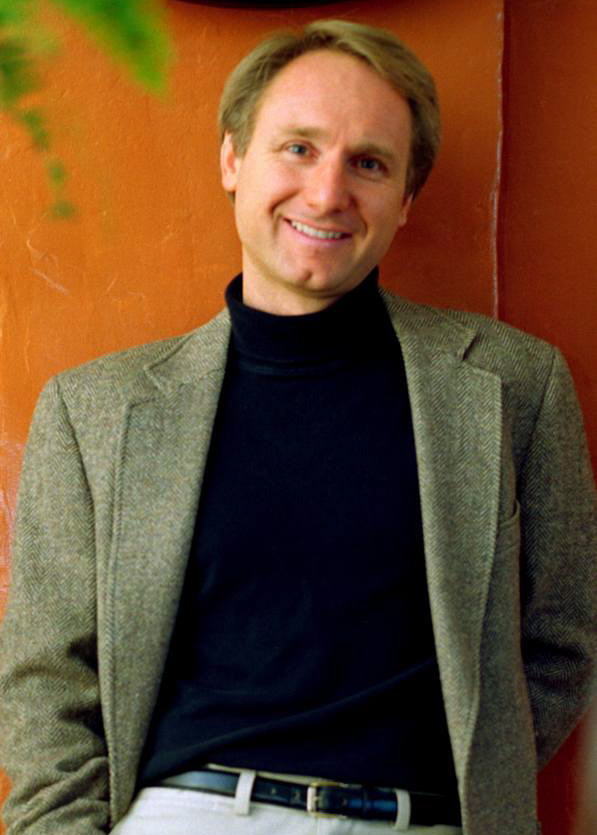
Dan Brown

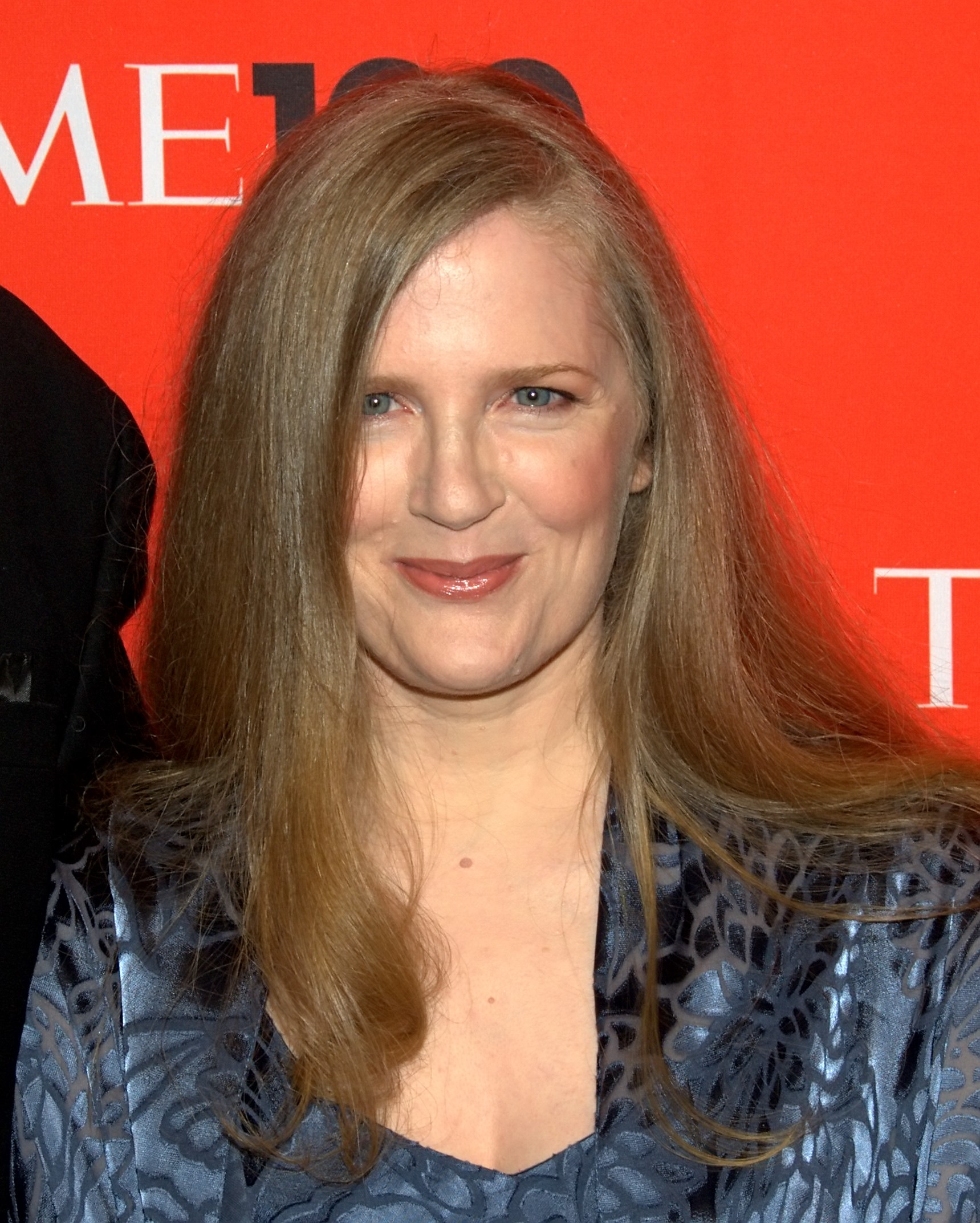
Suzanne Collins

- Suzanne Collins - Jocurile Foamei Editura Nemira
- Asa Larsson - Furtună solară
- Dan Brown - Inferno - Editura Rao
- Dan Brown - Conspirația - Editura Rao
- Patrick Rothfuss - Numele vântului - Editura Rao
- Sarah J. Maas -  Tronul de cleștar - Editura Rao
- John Boyne  -  Băiatul cu pijamale în dungi - Editura Rao
- Alice Munro -  Dragă viață - Editura Litera
- Orson Scott Card - Jocul lui Ender, Editura Nemira
- Erhan Afyoncu - Suleyman Magnificul si sultana Hurrem, Editura Corint

### Cărți beletristică apărute în străinătate și premii litarare în 2014
- Premiul Nobel pentru literatură (Suedia):
- Premiul Pulitzer (SUA):
- Premiul Hugo(SUA), SF:
- Premiul Nebula (SUA), SF:
- Premiul Goncurt (Franța):
- Premiul Glasnyckeln (Cheia de sticlă) (Suedia): Jørn Lier Horst (Norvegia)- Jakthundene (Câinii de vânătoare)
- Premiul Georg Büchner (Germania):
- Premiul Booker McConell (Anglia):
- Premiul Booker (Marea Britanie)
- Premiul Kawabata Yasunari (Japonia):
- Premiul Miguel de Cervantes (Spania):
- Premiul Camoes (Portugalia):
- Premiul Kafka (Cehia):
- Premiul Ierusalim (Israel):

## Cărți nonficțiune

### Istorie și analiză politică

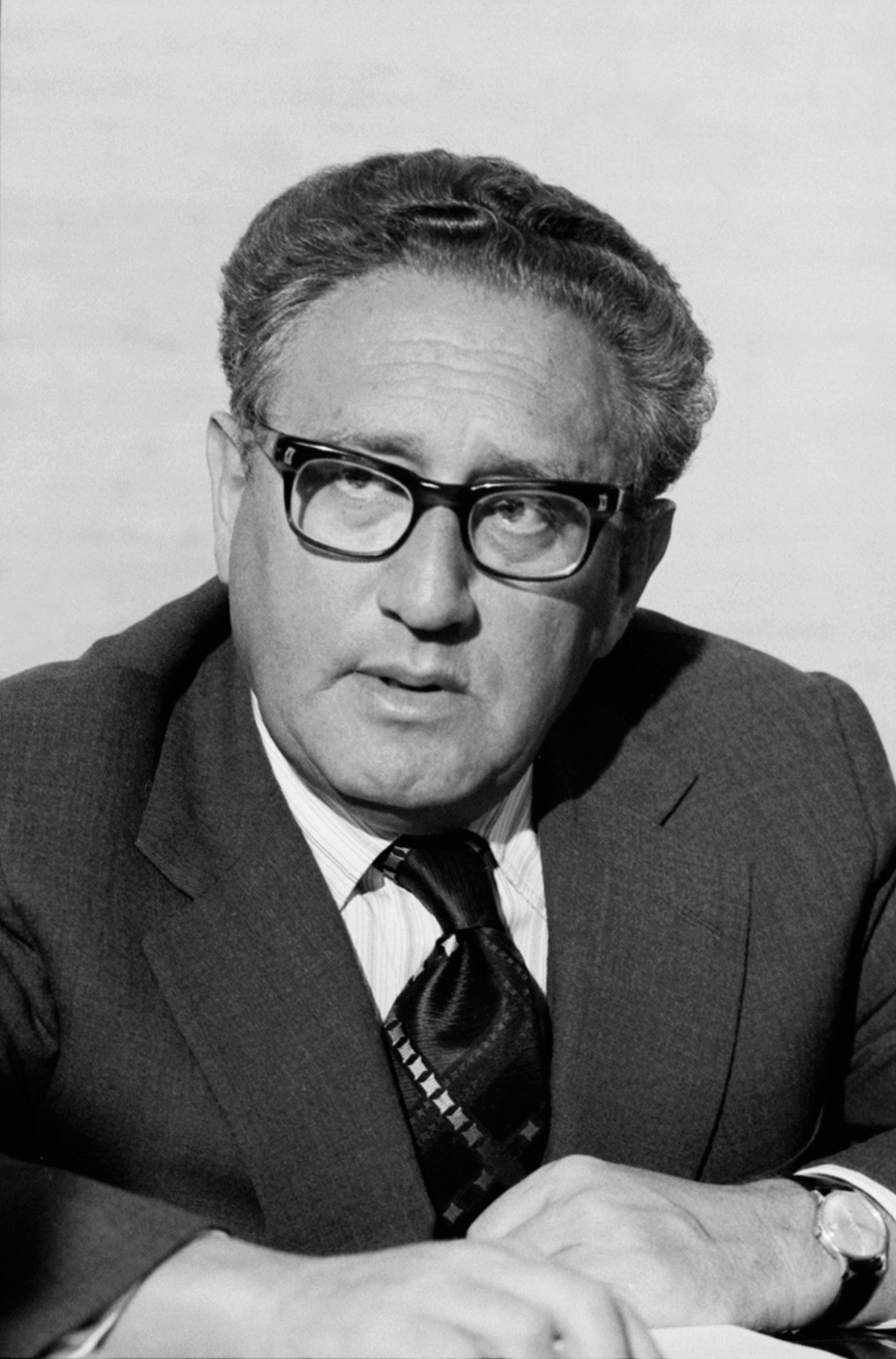
Henry Kissinger

- Lucian Boia - Jocul cu trecutul. Istoria între adevăr și ficțiune, Editura Humanitas
- Lucian Boia -	De ce este România altfel?, Ediția 2013, Humanitas
- Lucian Boia - Mitul democrației, Humanitas
- Henry Kissinger - Diplomația - Editura All
- Antony Beevor - Berlin: Căderea 1945, Editura RAO
- Niall Ferguson -	Războiul lumii - Epoca urii, Editura RAO
- Michael K. Jones - Stalingrad. Cum a triumfat Armata Roșie, Editura Corint
- Joachim Fest  - În buncăr cu Hitler. Ultimele zile ale celui de-al Treilea Reich, Editura 	Corint
- Patrick Nolan - CIA si asasinarea celor doi Kennedy. Cum si de ce au conspirat agentii SUA sa-i asasineze pe JFK si RFK,Editura Corint
- Anna Reid - Leningrad. Tragedia unui oraș sub asediu, 1941-1944, Editura Corint
- Ian Kershaw - Sfârșitul. Rezistența sfidătoare și înfrângerea Germaniei lui Hitler, 1944-1945, Editura Corint
- Henri Troyat - Ivan cel Groaznic, Editura Corint
- Radu R. Rosetti  -	Învățăminte din războiul în curs, Editura 	Curtea Veche
- Pierre Manent - Istoria intelectuală a liberalismului, Editura 	Humanitas
- Henry Kissinger  -	Diplomația, Editura ALL

### Biografii și memorii
- Javier Marquez -  Rat Pack - Frank Sinatra și prietenii lui în anii de glorie ai lui Kennedy și ai Mafiei, Editura Rao
- Jean Des Cars - Sissi. Împărăteasa Austriei

### Dicționare și enciclopedii
- Michael Bright - 1001 de Minuni ale Naturii de văzut într-o viață, Editura Rao
- Joseph Messinger - Dictionar ilustrat al gesturilor. Ediția a II-a, Editura Litera
- Istoria lumii. Marea enciclopedie pentru elevi, Editura Litera
- Ada Iliescu -  Gramatica practica a limbii romane actuale. Editia a II-a, Editura Corint

### Medicină, Sănătate
- Florica Țibea - Anatomia omului. Atlas scolar - Editura Corint

### Juridic
- Legea contenciosului administrativ (actualizată la 20.02.2013). Cod 497- Editura CH Beck.-2013
- Codul penal și legile conexe (actualizat la 20.10.2013). Cod 523- Editura CH Beck.-2013
- Legislația funcționarilor publici (actualizat la 10.07.2013). Cod 512- Editura CH Beck.-2013
- Legislația medierii (actualizată la 10.11.2013). Cod 528  - Editura CH Beck.-2013
- Legislația notarială (actualizat la 10.12.2013). Cod 529- Editura CH Beck.-2013
- Legislația privind cadastrul și publicitatea imobiliară (actualizat la 1.10.2013). Cod 519- Editura CH Beck.-2013
- Legislația privind profesia de avocat (actualizat la 15.08.2013). Cod 514- Editura CH Beck.-2013
- Legislația taxelor de timbru (Actualizat la 10.07.2013). Cod 513- Editura CH Beck.-2013
- Noul Cod al insolvenței și reglementările anterioare(actualizat la 10.10.2013). Cod 520- Editura CH Beck.-2013
- Noul și vechiul Cod de procedură penală (Actualizat la data de 10.11.2013). Cod 527- Editura CH Beck.-2013
- Buletinul jurisprudenței. Culegere de decizii pe anul 2012- Editura CH Beck.-2013
- Executarea mandatului european de arestare de către instanțele române- Editura CH Beck.-2013
- Infracțiuni rutiere. Jurisprudență rezumată. Ediția 2- Editura CH Beck.-2013
- Drept civil. Drepturile reale principale. Ediția 2 -Valeriu Stoica, Editura CH Beck.-2013
- Drept civil. Drepturile reale principale. Ediția 4, Eugen Chelaru,	Editura CH Beck.-2013
- Drept civil. Proprietatea intelectuală, Cătuna Ligia, Editura CH Beck.-2013